# Dub s bizarním kmenem Na Cibulkách
Dub s bizarním kmenem Na Cibulkách je památný strom, který roste v lesoparku na Cibulkách při rozcestí ve tvaru Y lesní cesty, která je prodloužením ulice U Cibulky ve směru od zástavby přilehlého sídliště na západ za bezejmennou vodotečí.

## Parametry stromu
- Výška (m): 17,0
- Obvod (cm): 525
- Ochranné pásmo: vyhlášené – kruh o poloměru 17 m na p.č. 1872/1, 2143, 1868/1, 2142/1, 1884
- Datum prvního vyhlášení: 19.03.2008[1]
- Odhadované stáří: 200 let (r. 2016)[2]

## Popis
Strom je nápadný svým sudovitým tvarem kmene. Ten se postupně zužuje a větví; větve tvoří nevelkou korunu. Jeho zdravotní stav je zhoršený.

## Historie
Dub byl vysazen kolem roku 1815 v přírodním krajinářském parku, založeném u usedlosti Cibulka. Park byl roku 1991 vyhlášen jako Přírodní park Košíře-Motol.

## Památné stromy v okolí
- Dub letní v lesoparku Na Cibulkách
- Skupina dubů v lesoparku Na Cibulkách